# Emil Krausz
Emil Krausz, auch Emil Krauss (geboren 17. April 1897 in St. Pölten, Österreich-Ungarn; gestorben 19. Mai 1930 in Paris) war ein österreichischer Maler.

## Leben

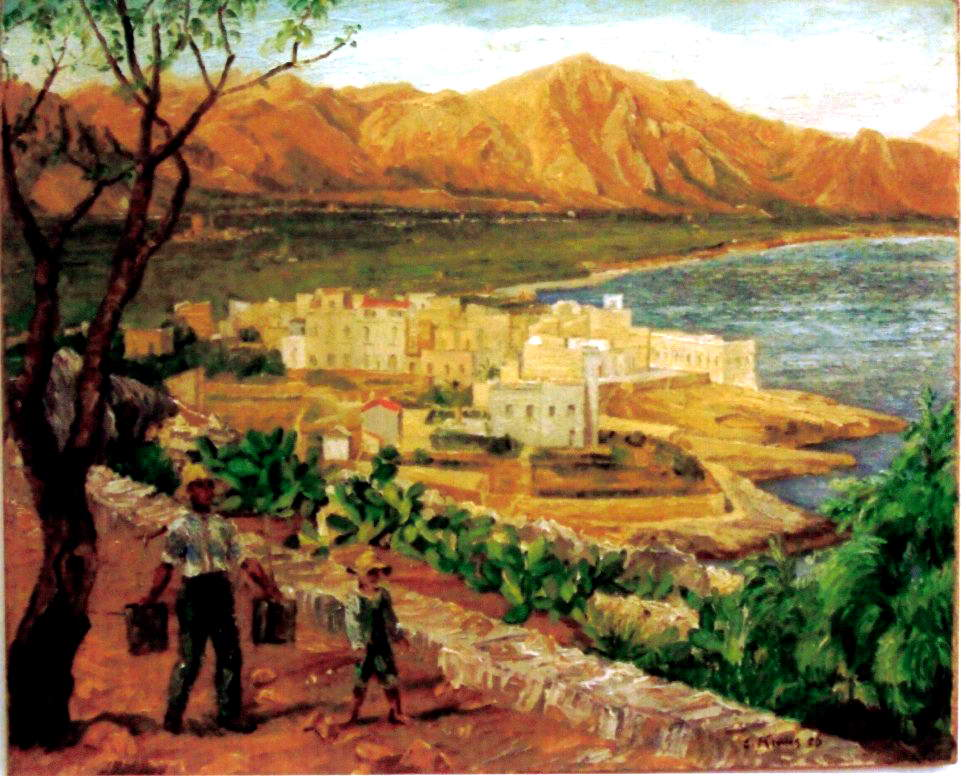
Emil Krausz: Sizilianische Landschaft, 1926

Emil Krausz verlebte seine Kindheit in St. Pölten, 1907 wurde sein Bruder Franz Krausz geboren, im Jahr 1910 zog die Familie nach Graz. Er begann im Alter von 15 Jahren, die Malerei an der Landeskunstschule Graz bei Alfred von Schrötter zu erlernen. 1913 durch ein erstes, später durch ein zweites Steierisches Landesstipendium ermutigt, absolvierte er einen sechsmonatigen Aufenthalt in der Künstlerkolonie Dachau, dem seit dem 19. Jahrhundert zu einem der Zentren der Freilichtmalerei gewordenen, beliebten Treffpunkt der Münchener Landschaftsmaler und trat im Jahr darauf in die Klasse von Rudolf Jettmar (Malerei und Radierung) an der Akademie der Bildenden Künste in Wien ein. Es folgten Reisen nach Istrien und Dalmatien.
Als Kriegsteilnehmer (1915–1918) diente er zuletzt als Leutnant des heimischen Schützenregiments Nr. 3 an der Front. 1919 kehrte er an die Wiener Akademie zurück und wurde Meisterschüler von Ferdinand Schmutzer (Graphik). Nach Aufenthalten in Deutschland und den Niederlanden setzte er, inzwischen verheiratet, sein Studium an der Berliner Akademie bei Alexander Archipenko fort, bei dem er für ein Jahr einen Atelierraum gemietet hatte, sich aber offenbar kürzer als geplant aufhielt.
Ab September 1923 und bis Mitte 1929 lebte Emil Krausz, abgesehen von mehreren Reisen, mit seiner Frau Elisabeth („Erzsi“), geborene Neumann bei Palermo auf Sizilien, zunächst in dem Fischerdorf Aspra, ab 1926 in Santa Flavia. 1925 wurde er Mitglied der zwei Jahre zuvor gegründeten Grazer Sezession und zeigte in der während der Grazer Herbstmesse organisierten Kollektivausstellung Steierische Kunstschau sechs Ölgemälde und drei Handzeichnungen. Im Herbst des nächsten Jahres entschloss er sich in letzter Minute zur Teilnahme an der 3. Jahresausstellung der Grazer Sezession. Eine wichtige Rolle als Mäzene scheinen schon von Beginn an Grete und Fritz Blaskopf (Modellhaus Schwarz in der Herrengasse) gespielt zu haben. Fritz Blaskopf gehörte zu den Gründungs- und Stiftungsmitgliedern der Sezession.
1928 zog das Ehepaar Krausz nach Paris. Die Faszination und Inspiration, die Paris von Anfang an auf ihn ausübte, führte zu einer geradezu explosionsartigen Produktivität. Elisabeth Krausz schrieb im August 1930, sie habe ihren Mann noch nie „so glücklich, arbeits- und lebensfroh“ gesehen wie in dieser Zeit. Er arbeitete fast ununterbrochen, war ständig auf Motivsuche, in der Innenstadt und in den Vororten (Meudon, Versailles, Fonteney, Sèvres). Immer wiederkehrende Motive: Stadtansichten von Paris, Gebäude, Straßenzüge, Seine-Brücken, Bahnhöfe, Eisenbahnlandschaften. Kurze Reisen scheinen ihn nach Rouen (Grafik „Rouen“, 1929) und Chartres (Landschaft bei Chartres, Öl, 1930) geführt zu haben. Elisabeth Krausz im November: „Wir sind den ganzen Tag unterwegs und kommen nicht zum schreiben, ….“
Legt man allein die in der Gedächtnisausstellung 1931 gezeigten Arbeiten zugrunde, entstanden von Oktober bis Dezember 1929 mindestens sieben Grafiken, ferner elf Zeichnungen und ein Ölbild: „Fonteney“. Häufig handelte es sich auch um Vorlagen für die 1930 entstandenen Ölbilder.
Ab Frühjahr 1930 hatte er Wohnung und Atelier in Bellevue/Meudon, ein damals ländlicher Vorort mit schneller Anbindung an das Pariser Zentrum. Er schrieb im April 1930 an seinen Bruder: „Ich freue mich, meine altgewohnte sizilianische Lebensweise weiterführen zu können und empfinde die gute Luft und Ruhe im Kontrast zu Paris sehr wohltuend und dabei doch den Kontakt mit seiner künstlerischen Atmosphäre zu haben ist mir sehr wertvoll.“
Von Januar bis Mai 1930 entstanden neben zwei Zeichnungen („Kleiner Garten in Paris“ „Paris“), sechsundzwanzig Grafiken und zwanzig Ölbilder (u. a.: „Montmartre“, „Seine-Landschaft“, „Justizpalais Paris“, „Samaritaine“, „Kleiner Park bei Paris“ „Alte Häuser in Paris“ „Blick auf Paris“ und seine spätestens seit 1924 bekannten und bevorzugten Bildmotive: „Rangierbahnhof“, „Rangierbahnhof bei Paris“, „Bahnhof von Montparnasse“). Nicht einbezogen sind sonstige Skizzen und Entwürfe.
Auf der 6. Jahresausstellung der Grazer Sezession zeigte Krausz Sizilien-Bilder und Pariser Arbeiten. Die Ausstellung ging später nach München und Berlin. Er scheint in Paris geblieben zu sein, Elisabeth Krausz war in Graz und schrieb im April 1930 an Franz Krausz: „Die Ausstellung war sehr interessant, und der moralische wie nötige finanzielle Erfolg sehr erfreulich, besonders der Ankauf von der Stadtgemeinde.“ Gemeint sind vermutlich die Ölbilder: „Die Barken an der Cala“, 1926, und „Bagheria“, 1929 (Verbleib heute unbekannt).
Am 19. Mai 1930 verstarb Emil Krausz im Krankenhaus von Versailles. Eine Woche zuvor war er an einer leichten Angina erkrankt, verbunden mit heftigen Kopfschmerzen und Schlaflosigkeit, hervorgerufen durch einen Zahnabszess. Er wurde u. a. mit einem damals nicht erprobten Schlafmittel (Somnothyril) behandelt. Nach Einnahme des Medikaments bekam er starke Magenschmerzen und hohes Fieber. Er war bereits bewusstlos, als ihn der Notarzt in Begleitung seiner Frau am 19. Mai mittags ins Krankenhaus einwies, wo er vier Stunden später starb, ohne das Bewusstsein wiedererlangt zu haben. Die Obduktion ergab eine „Zerreißung der Blutgefässe aus unbekannter Ursache“. Die nie geklärte Todesursache gab Anlass für öffentliche Spekulationen, auch einige Zeitungen in Paris beteiligten sich daran.
Freunde und Kollegen reagierten mit Bestürzung und Trauer auf die Todesnachricht. Übereinstimmend berichteten Zeitgenossen, dass er sich auf einem Höhepunkt seiner künstlerischen Entwicklung befand. Wilhelm Thöny, der ihn als Künstler und Mensch sehr schätzte: (Er wurde aus) „… seiner rasch ansteigenden Bahn gerissen. So bleibt uns neben der Bewunderung für solchen Mut und Ernst ein Gefühl bitterer Trauer über sein Schicksal, das die Vollendung seines so verheißungsvollen Werkes nicht erlaubte.“
Elisabeth Krausz, die seit 1922 mit Emil Krausz verheiratet war, verließ Paris und kehrte nach Graz zurück, wo sie bis 1938 seinen künstlerischen Nachlass verwaltete. Sie hatte sich schon während ihrer Ehe um Kontakte zu Museen, Galerien und Kunsthändlern gekümmert, sich nach geeigneten Atelierräumen umgesehen, die Materialbeschaffung organisiert. Im August waren die Arbeiten aus Paris in Graz eingetroffen, wo sie die ein halbes Jahr später stattfindende Gedächtnisausstellung bestückten.
Ende des Jahres kehrte Elisabeth Krausz in Begleitung ihres Bruders nach Paris zurück, um die Überführung von Emil Krausz nach Graz zu organisieren. Er wurde auf dem Jüdischen Friedhof in Graz begraben.

## Auszeichnungen und Ehrungen
- 1921: Goldene Füger-Medaille
- 1928: Österreichischer Staatspreis für das Ölgemälde Die Bucht von Termini

postum:
- 1933: Goldene Medaille der Grazer Sezession

## Ausstellungen
- 1925: Steierische Kunstschau, Kollektivausstellung im Rahmen der Grazer Herbstmesse.

Emil Krausz zeigte sechs Ölbilder: Zwei sizilianische Landschaften (unverkäuflich), zwei Stillleben („Stilleben I“, „Stilleben II“), „Landschaft mit rotem Haus“ (unverkäuflich) und „Steinbruch“. Weiterhin waren drei unbetitelte „Handzeichnungen“ ausgestellt, von denen eine ebenfalls als unverkäuflich ausgewiesen war.
Postume Ausstellungen
- 1930: (Juni), Gedächtnisausstellung in der Galerie Billiet Pierre-Vorms.

Es wurden ca. fünfzig seiner letzten Arbeiten gezeigt. Bei der Eröffnung anwesend waren neben vielen Kollegen und Freunden aus der „österreichischen Kolonie“ auch der österreichische Gesandte und Mitarbeiter der Gesandtschaft. Elisabeth Krausz schrieb im August 1930, dass diese Ausstellung „in jeder Weise schöne Erfolge“ brachte.
- 1931: (Februar bis April), Österreichische Ausstellung Kunst/Kunstgewerbe, Bern, Kunstghalle

Gezeigt wurden vier Arbeiten, davon drei aus Paris (Kohle: „Strasse in Sèvres“ und „Bellevue“. Zeichnung: „Meudon bei Paris“) und eine Zeichnung aus Sizilien („Bagheria“).
- 1931: (22. März bis 22. April), Gemälde-Ausstellung - Sezession Graz, Berlin
- 1931: (25. April bis Mai), 7. Jahresausstellung der Grazer Sezession

Auf Initiative von Wilhelm Thöny und mit Unterstützung der Landesregierung und der Stadt Graz widmete die Grazer Sezession Emil Krausz diese Ausstellung. Es war die größte und letzte Präsentation seines Hauptwerkes:
1. Saal: 59 Grafiken aus den Jahren 1926–1930, darunter zwei Akt-Zeichnungen von 1922, die bei Archipenko entstanden.
2. Saal: 22 Gemälde aus den Jahren 1925–1930, Sizilianische Landschaften und einige Ölbilder aus der Pariser Zeit.
3. Saal: 12 Gemälde aus den Jahren 1924–1929, Sizilianische Landschaften, darunter u. a. „Die Bucht von Termini“ (1927).
4. Saal: 15 Gemälde aus den Jahren 1927–1930, darunter die letzten auf Sizilien entstandenen Arbeiten und die 1930 in Paris entstandenen Ölbilder.
Vitrinen:  26 Zeichnungen aus den Jahren 1926–1930 (Sizilien und Paris)
Es folgten Ankäufe von öffentlichen und privaten Stellen. Möglicherweise fällt in diese Zeit der Ankauf von drei sizilianischen Landschaften (Öl) durch das „Kaufmännische Sanatorium („Merkur“) Eggenberg“. Das Sanatorium existiert nicht mehr. Bis heute ist ungeklärt, um welche Bilder es sich handelte und wo sie verblieben sind.
Gesichert ist, dass die Albertina drei Arbeiten ankaufte: Zwei Kohle- und eine Tuschezeichnung. Kohle: „Mädchenstudie“, für das seine Frau Elisabeth – wie häufig – Modell stand, und „Samaritaine Paris“. Tusche: „Meudon. Studie“. Er signierte mit „Kraus“.
Elisabeth Krausz gibt an, dass die Stadt Graz ein weiteres Ölbild ankaufte: „Grosse Pariser Landschaft“, 1930. Möglicherweise handelt es sich dabei um eines der beiden in der Ausstellung mit „Blick auf Paris“ betitelte Bilder (Verbleib unbekannt).
Anlässlich der Ausstellung zum 10-jährigen Bestehen der Sezession gehörte 1933 neben vielen Gründungsmitgliedern auch Emil Krausz drei Jahre nach seinem Tod zu den ausgestellten Künstlern.
Nach dem Anschluss Österreichs an das nationalsozialistische Deutsche Reich gelang Elisabeth Krausz 1938 im letzten Moment die Flucht von Graz nach England. Im Juni 1938 schrieb sie an Franz Krausz nach Tel Aviv von ihrer großen Sorge um die Bilder, die „vollkommen wertlos geworden sind … und wer weiß, was damit geschieht.“ Sie deponierte sie aus Sicherheitsgründen bei einem unbekannten Spediteur in Triest, wo sie von der Gestapo „beschlagnahmt“ wurden.
Der Verbleib dieser Bilder ist bis heute ungeklärt. Elisabeth Krausz hatte sie nach eigener Aussage nie veräußern wollen, um sie für Ausstellungen geschlossen zu halten. Mit einiger Sicherheit kann man davon ausgehen, dass es sich dabei auch – und möglicherweise sogar überwiegend – um seine letzten bedeutenden Werke aus Paris gehandelt hat. Viele sizilianische Arbeiten hatten schon zu seinen Lebzeiten und auch nach seinem Tod reguläre Käufer gefunden. Von Käufern der u. a. in Paris entstandenen zwanzig Ölbilder ist – bis auf eine Ausnahme – dagegen nichts bekannt („Grosse Pariser Landschaft“, Ankauf Stadt Graz).
Im Januar 1990 starb Elisabeth Krausz in London.

## Werk
In der Sizilianischen Periode setzte Emil Krausz, der seine Werke häufig Krauss oder Kraus signierte, intensiv u. a. mit den Werken von van Gogh, Cézanne und Renoir auseinander. Im Mai 1926 schrieb er aus Palermo an seinen acht Jahre jüngeren Bruder Franz, zu dem ihn eine lebenslange enge Beziehung verband, und der ihn von Wien aus mit Lektüre und den neuesten Informationen über den Kulturbetrieb versorgte: „… ich fühle immer mehr, wie ich technische Schwierigkeiten leichter überwinde und freier werde.“ Des Weiteren beschäftigte er sich u. a. mit dem französischen Philosophen Henri Bergson („das Leben ist nur durch Intuition begreifbar“), dem italienischen Humanisten und Historiker Benedetto Croce („nur Ausdruck und Form machen den Künstler aus“). Er las u. a. Homers „Odyssee“, die „Ilias“, Platons „Gastmahl“, Goethes „Italienische Reise“, Heinrich Heine und Jack London.
In Sizilien entstanden viele seiner wichtigen Arbeiten (Ölbilder, Grafiken, Zeichnungen). Dorf- und Alltagsszenen wie z. B. „Die Netzflickerin“, Porträts, Stillleben und vor allem Landschaftsbilder, darunter Die Barken an der Cala (1926) und Die Bucht von Termini (1927). Immer wieder widmete er sich einem seiner bevorzugten Motive: Eisenbahnlandschaften, u. a. „Zug nach Messina“ (1924), „Bahnlandschaft Torre Muzza“ (1925), „Eisenbahndamm bei Sta. Flavia“ (1929).
Auswahl
- 1922: zwei Akte, 1931 in der Grazer Gedächtnisausstellung gezeigt
- 1925: zwei Gemälde für die Grazer Arbeiterkammer
- 1924: Zug nach Messina, Öl
- ???: Stilleben I, Stilleben II („Steierische Kunstschau“ 1925)
- ???: Landschaft mit rotem Haus („Steierische Kunstschau“, 1925)
- ???: Steinbruch („Steierische Kunstschau“, 1925)
- ???: zwei Sizilianische Landschaften („Steierische Kunstschau“, 1925)
- 1925:  Bahnlandschaft Torre Muzza, Öl
- o. J.: Die Netzflickerin, Öl (1970 im Besitz der Familie Deneu in Palermo)
- 1926: Die Barken an der Cala, Öl (von der Stadt Graz angekauft)
- 1927: Die Bucht von Termini, Öl (mit dem Österreichischen Staatspreis prämiert)
- 1929: Eisenbahndamm bei St. Flavia, Öl, Graz, Neue Galerie
- 1929: Rouen, Grafik
- 1930: Landschaft bei Chartres, Öl